# 尚集镇
尚集镇，是中华人民共和国河南省许昌市建安区下辖的一个乡镇级行政单位。

## 行政区划
尚集镇下辖以下地区：
宋庄社区、大徐社区、黄庄社区、郭甄庄社区、庞庄社区、西街社区、东街村社区、大韩社区、大辛社区、后街社区、陈门村和罗门村。